# ديريك هود (كرة سلة)
ديريك هود (بالإنجليزية: Derek Hood)‏ مواليد 22 ديسمبر 1976 في ديكادور، هو لاعب كرة سلة أمريكي معتزل. بدأ مسيرته الاحترافية في سنة 1999. يبلغ طوله 6 قدم 8 بوصة (2.0 م). اعتزل اللعب في 2005.

## المسيرة الاحترافية
لعب مع شارلوت هورنتس في سنة 1999، ثم لعب مع أماتوري أوديني في سنة 2001، ثم لعب مع أسفيل باسكت في الدوري الفرنسي في موسم 2003–2004.

## روابط خارجية
- ديريك هود على موقع إن بي أي (الإنجليزية)
- ديريك هود على موقع سبورتس رفرنس (الإنجليزية)
- ديريك هود على موقع كرة السلة الأوروبية.كوم (الإنجليزية)
- ديريك هود على موقع كلية كرة السلة في سبورتس رفرنس.كوم (الإنجليزية)
- ديريك هود على موقع ريلجم (الإنجليزية)
- ديريك هود على موقع بروبوليرز (الإنجليزية)
- ديريك هود على موقع سبورتس رفرنس (الإنجليزية)
- ديريك هود على موقع سبورتس رفرنس (الإنجليزية)